# ウドン (カンボジア)
ウドン（クメール語: ឧដុង្គ、英: Oudong、サンスクリット: उत्तुङ्ग - uttauṅga、「至高」の意）は、カンボジア中部カンダル州の都市。1618年から1866年までカンボジアの首都であった。当時は市内にあるプノンウドン(クメール語: ភ្នំឧដុង្គ、英語: Phnom Udong、「至高の丘」の意)が街の中心であった。プノンペンの北西約40kmに位置している。

## 歴史
- 1620年頃にチェイ・チェッタ2世により首都になった。
- 1866年、加筆ノロドム王によって首都はプノンペンに移された。
- ベトナム戦争時に、アメリカ軍によって広範囲に空爆を受けた。
- 1977年、クメール・ルージュによる破壊を受けた。